# Roger Gaillard (historien haïtien)
Pour les articles homonymes, voir Gaillard et Roger Gaillard.
Roger Gaillard (1923-2000), recteur, écrivain et historien haïtien.

## Biographie
Roger Gaillard est né à Port-au-Prince le 10 avril 1923 et mort le 25 mai 2000. Fils d'Eugénie Viard et de Jean Summer Gaillard, il est une grande figure de l'intelligentsia de son pays au XXe siècle. Il a suivi des études de philosophie à l'université de Paris.
Il est un historien spécialisé dans l'histoire d'Haïti du XIXe siècle et de la période d'occupation de son pays par les États-Unis de 1915 à 1934.
Roger Gaillard est recteur de l'Université d'État d'Haïti.
Sa femme, Hedwig Gaillard, aux origines bulgares, qui fut directrice de l'institut culturel haïtiano-allemand de Port-au-Prince, contribua à aider son mari dans ses recherches historiques. Elle mourut en décembre 2008.

## Publications
Critique littéraire
- L'Univers Romanesque de Jacques Roumain (1965)
- La Destinée de Carl Brouard (1966)
- Etzer Vilaire, témoin de nos malheurs (1972)

Récits de voyage
- Mexique, Guatemala, Équateur (1967)
- Chez les nègres des États-Unis et les Canadiens (1967)

Chroniques de mœurs
- Charades haïtiennes (1972)

Histoire
- Première série : La république exterminatrice

1. Le Cacoisme bourgeois contre Salnave (posthume, 2003)
2. Une modernisation manquée (1984)
3. L'état vassal (1988)
4. La déroute de l'intelligence (1992)
5. La guerre civile, une option dramatique (1993)
6. Le Grand Fauve (1995)
7. Antoine Simon ou la Modification (1998)

- Deuxième série : Les blancs débarquent

1. Les Cent Jours de Rosalvo Bobo ou une mise à mort politique (1974)
2. Premier écrasement du cacoïsme (1981)
3. La république autoritaire (1981)
4. Hinche mise en croix (1982)
5. Charlemagne Péralte le Caco (1982)
6. La Guérilla de Batraville (1983)

Les livres de ces deux séries constituent l'histoire d'Haïti de 1867 à 1934.